# Phüsziologosz

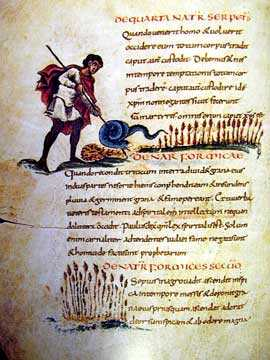
Egy középkori Phüsziologosz-kézirat egyik lapja

A Phüsziologosz (ógörögül: Φυσιολόγος, latinul: Physiologus) egy ókori–középkori mondaszerű, vallási szimbolikával ellátott állattani mű. 
A Phüsziologosz legrégibbi, görög nyelvű változata a Kr. u. 2. században, Alexandriában keletkezett és valami Phüsziologoszra, azaz természetismerő mesterre (talán Arisztotelészre) hivatkozik. Bibliai és természettudományi forrásokból merítve, részben létező, részben mondabeli állatok (pl. oroszlán, pelikán, főnix, egyszarvú stb.) tulajdonságait és vallási szimbolikáját mutatja be. 
A régi Phüsziologoszhoz hasonló a későbbi etióp, örmény, arab és szír Phüsziologosz is. Nyugaton a Phüsziologosznak különféle latin nyelvű változata jelent meg az idők során. Ezekből merítettek a középkori keresztény enciklopédiaírók, így Sevillai Szent Izidor (556–636), Thomas Cantipratensis (1201–1272), Albertus Magnus (1193–1280), Vincent de Beauvais (1195–1264), és mások. Theobaldi versekben dolgozta fel a Phüsziologoszt. A latin mellett hamarosan megjelent ófelnémet, izlandi, angolszász és ófrancia (Besttiaires) Phüsziologosz-fordítás is. Philipp de Thaun (XI. sz.) angol-normann költeményben, Pierre le Picard (XIII. sz.) prózában, illetve Clerc Guillaume (?–1230 k.) és Leonardo da Vinci (1452–1519) is feldolgozta a tárgyat. A Phüsziologosz állatszimbolikájának hatása a középkori költészetben és művészetben, a gótikus templomok díszítéseiben ugyancsak megmutatkozik.

## Magyar nyelvű fordítás
- Physiologus – A Zsámboki-kódex állatábrázolásaival (képmagyarázatok, utószó, Kádár Zoltán, ford. Mohay András), Helikon Kiadó, Budapest, 1986, ISBN 963-207-605-2, 115 p